# Julian A. Dowdeswell
Julian A. Dowdeswell (né le 18 novembre 1957) est un glaciologue britannique et professeur de géographie physique au département de géographie de l'Université de Cambridge. De 2002 à 2021, il est directeur du Scott Polar Research Institute.

## Éducation
Dowdeswell obtient un BA en géographie de l'Université de Cambridge en 1980 et étudie pour une maîtrise à l'INSTAAR de l'Université du Colorado et pour un doctorat au Scott Polar Research Institute.

## Carrière
Il commence sa carrière en tant que chargé de cours en géographie physique à l'Université du Pays de Galles, Aberystwyth. Il travaille ensuite comme professeur de géographie physique et directeur du Bristol Glaciology Centre, à l'Université de Bristol, puis à l'Université de Cambridge en 2001. Il devient directeur du Scott Polar Research Institute en 2002. Il est également professeur au Jesus College de Cambridge.
Ses recherches portent sur la forme et l'écoulement des glaciers et des calottes glaciaires et leur réponse au changement climatique, ainsi que sur les liens entre les anciennes calottes glaciaires et les archives géologiques marines, à l'aide d'une variété d'outils géophysiques satellitaires, aéroportés et embarqués.
En 2019, le professeur Dowdeswell est scientifique en chef de l'expédition en mer de Weddell 2019, qui vise à enquêter sur les plates-formes de glace autour de la mer de Weddell et, en particulier, la plate-forme de glace Larsen C à partir de laquelle un iceberg géant s'est détaché en juillet 2017, documenter la vie marine riche et peu étudiée de l'écosystème de l'ouest de la mer de Weddell et tenter de localiser et d'étudier l'épave du navire "Endurance" de Sir Ernest Shackleton, qui a été piégé et écrasé par la glace et a coulé dans la mer de Weddell en 1915,.
Il reçoit la Médaille polaire (1994) d'Élisabeth II pour ses "contributions exceptionnelles à la géophysique des glaciers", le Gill Memorial Award (1998) de la Royal Geographical Society. Il reçoit la Médaille du fondateur (2008) de la Royal Geographical Society, la Médaille Louis Agassiz (2011) de l'Union européenne des géosciences pour ses "contributions exceptionnelles à l'étude des masses de glace polaires et à la compréhension des processus et des schémas de sédimentation dans les environnements marins influencés par les glaciers", la Médaille IASC (2014) par le Comité international des sciences de l'Arctique et la Médaille Lyell (2018) de la Société géologique de Londres.